# Categoría Primera A 2012
Die Categoría Primera A 2012 war eine aus Apertura und Finalización bestehende Spielzeit der höchsten kolumbianischen Spielklasse im Fußball der Herren. Die Apertura war die fünfundsiebzigste und die Finalización die sechsundsiebzigste Austragung der kolumbianischen Meisterschaft.
Meister der Apertura wurde Santa Fe (siebter Titel) und Meister der Finalización wurde Millonarios (14. Titel). Direkter Absteiger war Real Cartagena, während Cúcuta Deportivo die Relegation spielen musste, die gegen América de Cali gewonnen wurde.

## Modus
Es wurden zwei Meister ermittelt, einer für jede Halbserie. Jeder Halbserienmeister war automatisch für die Copa Libertadores qualifiziert. Ein dritter Platz wurde an den Verein vergeben, der nach der Zusammenzählung aller Punkte und Tore der Phasen 1 und 2 der ersten und der zweiten Halbserienmeisterschaft am höchsten stand. Sollte ein Verein beide Halbserienmeisterschaften gewinnen, so würde der zweite Teilnehmer an der Libertadores nach demselben Verfahren ausgewählt wie der dritte Teilnehmer. Drei Teilnehmer an der Copa Sudamericana wurden nach demselben Schema ermittelt wie der dritte Libertadores-Teilnehmer: die drei Vereine, die in der Gesamtjahreswertung hinter diesem standen, waren qualifiziert. Ein vierter Verein wurde durch den Pokalwettbewerb bestimmt.
Ein direkter Absteiger in die Categoría Primera B wurde durch eine gesonderte Abstiegstabelle bestimmt, die aus dem Durchschnitt der vergangenen drei Spielzeiten ermittelt wurde. Der Zweitletzte spielte eine Relegation gegen den Zweiten der zweiten Liga.

## Teilnehmer
Die folgenden Vereine nahmen an den beiden Halbserien der Spielzeit 2012, Apertura und Finalización teil.
| Mannschaft | Stadt          | Departamento                | Stadion                        | erste Saison in der Primera A |
| --- | -------------- | --------------------------- | ------------------------------ | ----------------------------- |
| Atlético Huila | Neiva          | Huila                       | Guillermo Plazas Alcid         | 1993                          |
| Atlético Nacional | Medellín       | Antioquia                   | Atanasio Girardot              | 1948                          |
| Boyacá Chicó | Tunja          | Boyacá                      | La Independencia               | 2004                          |
| Cúcuta Deportivo | Cúcuta Yopal 1 | Norte de Santander Casanare | General Santander Atalayas     | 1950                          |
| Deportes Quindío | Armenia        | Quindío                     | Estadio Centenario             | 1952                          |
| Deportes Tolima | Ibagué         | Tolima                      | Manuel Murillo Toro            | 1955                          |
| Deportivo Cali | Cali           | Valle del Cauca             | Pascual Guerrero 2             | 1948                          |
| Deportivo Pasto | Pasto          | Nariño                      | Departamental Libertad         | 1999                          |
| Envigado FC | Envigado       | Antioquia                   | Polideportivo Sur              | 1992                          |
| Independiente Medellín | Medellín       | Antioquia                   | Atanasio Girardot              | 1948                          |
| Itagüí Ditaires | Itagüí         | Antioquia                   | Ciudad de Itagüí               | 2011                          |
| Junior | Barranquilla   | Atlántico                   | Metropolitano Roberto Meléndez | 1948                          |
| La Equidad | Bogotá D.C.    | Bogotá                      | Metropolitano de Techo         | 2007                          |
| Millonarios | Bogotá D.C.    | Bogotá                      | El Campín                      | 1948                          |
| Once Caldas | Manizales      | Caldas                      | Palogrande                     | 1948                          |
| Patriotas | Tunja          | Boyacá                      | La Independencia               | 2012                          |
| Real Cartagena | Cartagena      | Bolívar                     | Jaime Morón León               | 1971                          |
| Santa Fe | Bogotá D.C.    | Bogotá                      | El Campín                      | 1948                          |
| 1 Aufgrund von Umbaumaßnahmen am Estadio General Santander trug Cúcuta einen Großteil der Heimspiele der Rückserie in Yopal aus.2 Deportivo Cali trägt seine Heimspiele eigentlich im eigenen Estadio Deportivo Cali aus. In der Spielzeit 2012 spielte der Verein aufgrund von Umbaumaßnahmen aber im Pascual Guerrero. |                |                             |                                |                               |

## Apertura
In der ersten Phase spielten alle 18 Mannschaften im Ligamodus einmal gegeneinander, zusätzlich gab es einen Spieltag mit Clásicos, an dem Spiele mit Derby-Charakter ausgetragen wurden. Die ersten acht Mannschaften qualifizierten sich für zwei Halbfinal-Gruppen. In der zweiten Phase spielten in zwei Gruppen jeweils vier Mannschaften mit Hin- und Rückspielen zwei Finalteilnehmer aus, die den Meister ermittelten.

### Ligaphase

#### Tabelle
| Pl. | Verein                 | Sp. | S  | U | N  | Tore    | Diff. | Punkte |
| --- | ---------------------- | --- | -- | - | -- | ------- | ----- | ------ |
| 1.  | Deportes Tolima        | 18  | 10 | 6 | 2  | 028:160 | +12   | 36     |
| 2.  | Santa Fe               | 18  | 7  | 8 | 3  | 029:190 | +10   | 29     |
| 3.  | Itagüí Ditaires        | 18  | 8  | 5 | 5  | 025:180 | +7    | 29     |
| 4.  | Atlético Huila         | 18  | 8  | 5 | 5  | 023:170 | +6    | 29     |
| 5.  | La Equidad             | 18  | 7  | 7 | 4  | 019:160 | +3    | 28     |
| 6.  | Deportivo Pasto (N)    | 18  | 6  | 9 | 3  | 024:180 | +6    | 27     |
| 7.  | Boyacá Chicó           | 18  | 7  | 6 | 5  | 026:220 | +4    | 27     |
| 8.  | Deportivo Cali         | 18  | 7  | 6 | 5  | 019:180 | +1    | 27     |
| 9.  | Patriotas (N)          | 18  | 7  | 6 | 5  | 013:170 | −4    | 27     |
| 10. | Junior (M)             | 18  | 7  | 4 | 7  | 028:240 | +4    | 25     |
| 11. | Envigado FC            | 18  | 5  | 8 | 5  | 023:240 | −1    | 23     |
| 12. | Atlético Nacional      | 18  | 6  | 4 | 8  | 025:200 | +5    | 22     |
| 13. | Millonarios (P)        | 18  | 4  | 8 | 6  | 022:230 | −1    | 20     |
| 14. | Real Cartagena         | 18  | 4  | 8 | 6  | 022:310 | −9    | 20     |
| 15. | Deportes Quindío       | 18  | 3  | 9 | 6  | 020:290 | −9    | 18     |
| 16. | Independiente Medellín | 18  | 4  | 5 | 9  | 017:240 | −7    | 17     |
| 17. | Once Caldas            | 18  | 2  | 8 | 8  | 022:260 | −4    | 14     |
| 18. | Cúcuta Deportivo       | 18  | 3  | 2 | 13 | 012:350 | −23   | 11     |

| (M) | Meister Finalización 2011: Junior                                          |
| (N) | Aufsteiger aus der Categoría Primera B 2011: Deportivo Pasto und Patriotas |
| (P) | Pokalsieger 2011: Millonarios                                              |

### Halbfinal-Phase

#### Gruppe A
| Pl. | Verein            | Sp. | S | U | N | Tore    | Diff. | Punkte |
| --- | ----------------- | --- | - | - | - | ------- | ----- | ------ |
| 1.  | Deportivo Pasto 1 | 6   | 3 | 2 | 1 | 007:600 | +1    | 11     |
| 2.  | Deportivo Cali 1  | 6   | 3 | 2 | 1 | 008:400 | +4    | 11     |
| 3.  | Deportes Tolima   | 6   | 3 | 1 | 2 | 006:500 | +1    | 10     |
| 4.  | Atlético Huila    | 6   | 0 | 1 | 5 | 002:800 | −6    | 01     |

#### Gruppe B
| Pl. | Verein          | Sp. | S | U | N | Tore    | Diff. | Punkte |
| --- | --------------- | --- | - | - | - | ------- | ----- | ------ |
| 1.  | Santa Fe        | 6   | 4 | 2 | 0 | 010:600 | +4    | 14     |
| 2.  | La Equidad      | 6   | 2 | 2 | 2 | 010:900 | +1    | 08     |
| 3.  | Boyacá Chicó    | 6   | 2 | 1 | 3 | 006:800 | −2    | 07     |
| 4.  | Itagüí Ditaires | 6   | 1 | 1 | 4 | 004:700 | −3    | 04     |

### Finale
| Datum                                     |                 | Ergebnis  |                 | Ort    |
| ----------------------------------------- | --------------- | --------- | --------------- | ------ |
| 11.07.2012                                | Deportivo Pasto | 1:1 (1:1) | Santa Fe        | Pasto  |
| 15.07.2012                                | Santa Fe        | 1:0 (0:0) | Deportivo Pasto | Bogotá |
| Gesamt:                                   | Deportivo Pasto | 1:2       | Santa Fe        |        |
| damit wurde Santa Fe Meister der Apertura |                 |           |                 |        |

### Torschützenliste
Bei gleicher Anzahl von Treffern sind die Spieler alphabetisch geordnet.
| Pl. | Spieler              | Mannschaft        | Tore |
| --- | -------------------- | ----------------- | ---- |
| 1.  | Robin Ramírez        | Deportes Tolima   | 13   |
| 2.  | Giovanni Hernández   | Junior            | 11   |
| 2.  | Humberto Osorio      | Millonarios       | 11   |
| 4.  | Efraín Viáfara       | Itagüí Ditaires   | 10   |
| 5.  | Diego Cabrera        | Santa Fe          | 09   |
| 5.  | Edwards Jiménez      | Deportivo Pasto   | 09   |
| 5.  | Omar Sebastián Pérez | Santa Fe          | 09   |
| 5.  | Milton Rodríguez     | Atlético Huila    | 09   |
| 9.  | James Castro         | Boyacá Chicó      | 08   |
| 9.  | Dorlan Pabón         | Atlético Nacional | 08   |

## Finalización

### Ligaphase

#### Tabelle
| Pl. | Verein                 | Sp. | S  | U | N  | Tore    | Diff. | Punkte |
| --- | ---------------------- | --- | -- | - | -- | ------- | ----- | ------ |
| 1.  | Millonarios (P)        | 18  | 11 | 4 | 3  | 025:900 | +16   | 37     |
| 2.  | La Equidad             | 18  | 9  | 6 | 3  | 026:170 | +9    | 33     |
| 3.  | Junior                 | 18  | 8  | 8 | 2  | 027:150 | +12   | 32     |
| 4.  | Itagüí Ditaires        | 18  | 8  | 8 | 2  | 023:120 | +11   | 32     |
| 5.  | Atlético Nacional      | 18  | 7  | 9 | 2  | 025:140 | +11   | 30     |
| 6.  | Deportes Tolima        | 18  | 8  | 5 | 5  | 026:200 | +6    | 29     |
| 7.  | Independiente Medellín | 18  | 7  | 5 | 6  | 023:180 | +5    | 26     |
| 8.  | Deportivo Pasto (N)    | 18  | 7  | 4 | 7  | 022:200 | +2    | 25     |
| 9.  | Cúcuta Deportivo       | 18  | 6  | 6 | 6  | 022:220 | ±0    | 24     |
| 10. | Santa Fe (M)           | 18  | 6  | 5 | 7  | 018:220 | −4    | 23     |
| 11. | Deportivo Cali         | 18  | 6  | 4 | 8  | 021:220 | −1    | 22     |
| 12. | Boyacá Chicó           | 18  | 5  | 7 | 6  | 019:220 | −3    | 22     |
| 13. | Deportes Quindío       | 18  | 6  | 4 | 8  | 020:250 | −5    | 22     |
| 14. | Envigado FC            | 18  | 5  | 6 | 7  | 015:180 | −3    | 21     |
| 15. | Once Caldas            | 18  | 6  | 2 | 10 | 019:270 | −8    | 20     |
| 16. | Patriotas (N)          | 18  | 4  | 5 | 9  | 017:280 | −11   | 17     |
| 17. | Real Cartagena         | 18  | 3  | 3 | 12 | 015:330 | −18   | 12     |
| 18. | Atlético Huila         | 18  | 2  | 6 | 10 | 012:310 | −19   | 12     |

| (M) | Meister Apertura 2012: Santa Fe                                            |
| (N) | Aufsteiger aus der Categoría Primera B 2011: Deportivo Pasto und Patriotas |
| (P) | Pokalsieger 2011: Millonarios                                              |

### Halbfinal-Phase

#### Gruppe A
| Pl. | Verein          | Sp. | S | U | N | Tore    | Diff. | Punkte |
| --- | --------------- | --- | - | - | - | ------- | ----- | ------ |
| 1.  | Millonarios     | 6   | 5 | 1 | 0 | 013:400 | +9    | 16     |
| 2.  | Deportivo Pasto | 6   | 3 | 1 | 2 | 010:700 | +3    | 10     |
| 3.  | Junior          | 6   | 2 | 0 | 4 | 007:110 | −4    | 06     |
| 4.  | Deportes Tolima | 6   | 1 | 0 | 5 | 006:140 | −8    | 03     |

#### Gruppe B
| Pl. | Verein                 | Sp. | S | U | N | Tore    | Diff. | Punkte |
| --- | ---------------------- | --- | - | - | - | ------- | ----- | ------ |
| 1.  | Independiente Medellín | 6   | 5 | 0 | 1 | 013:800 | +5    | 15     |
| 2.  | Atlético Nacional      | 6   | 3 | 0 | 3 | 012:120 | ±0    | 09     |
| 3.  | Itagüí Ditaires        | 6   | 2 | 0 | 4 | 009:120 | −3    | 06     |
| 4.  | La Equidad             | 6   | 2 | 0 | 4 | 008:100 | −2    | 06     |

### Finale
| Datum                                             |                        | Ergebnis        |                        | Ort      |
| ------------------------------------------------- | ---------------------- | --------------- | ---------------------- | -------- |
| 12.12.2012                                        | Independiente Medellín | 0:0             | Millonarios            | Medellín |
| 16.12.2012                                        | Millonarios            | 1:1 (1:0)       | Independiente Medellín | Bogotá   |
| Gesamt:                                           | Independiente Medellín | 1:1 (4:5 i. E.) | Millonarios            |          |
| Damit wurde Millonarios Meister der Finalización. |                        |                 |                        |          |

### Torschützenliste
Bei gleicher Anzahl von Treffern sind die Spieler alphabetisch geordnet.
| Pl. | Spieler                | Mannschaft             | Tore |
| --- | ---------------------- | ---------------------- | ---- |
| 1.  | Germán Cano            | Independiente Medellín | 09   |
| 1.  | Carmelo Valencia       | La Equidad             | 09   |
| 1.  | Henry Hernández        | Cúcuta Deportivo       | 09   |
| 4.  | Wilberto Cosme         | Millonarios            | 08   |
| 5.  | Juan Fernando Caicedo  | Deportes Quindío       | 07   |
| 5.  | Luis Fernando Mosquera | Atlético Nacional      | 07   |
| 5.  | Robin Ramírez          | Deportes Tolima        | 07   |
| 8.  | Marco Lazaga           | Patriotas              | 06   |
| 8.  | Christian Marrugo      | Deportes Tolima        | 06   |
| 8.  | Edwin Móvil            | Boyacá Chicó           | 06   |
| 8.  | Sergio Romero          | Once Caldas            | 06   |

## Gesamttabelle
Für die Reclasificación werden alle Spiele der Spielzeit 2012 sowohl der Liga- als auch der Halbfinalphase sowie der Finalspiele zusammengezählt, um die weiteren Teilnehmer neben den jeweiligen Meistern der Halbserien an den kontinentalen Wettbewerben zu ermitteln.
| Pl. | Verein                 | Sp. | S  | U  | N  | Tore    | Diff. | Punkte |
| --- | ---------------------- | --- | -- | -- | -- | ------- | ----- | ------ |
| 1.  | Deportes Tolima        | 48  | 22 | 14 | 12 | 066:490 | +17   | 80     |
| 2.  | La Equidad             | 48  | 20 | 15 | 13 | 060:490 | +11   | 75     |
| 3.  | Deportivo Pasto        | 50  | 19 | 17 | 14 | 062:530 | +9    | 74     |
| 4.  | Itagüí FC              | 48  | 19 | 15 | 14 | 056:410 | +15   | 72     |
| 5.  | Santa Fe               | 44  | 18 | 16 | 10 | 059:480 | +11   | 70     |
| 6.  | Millonarios            | 44  | 18 | 15 | 11 | 056:390 | +17   | 69     |
| 7.  | Junior                 | 42  | 17 | 14 | 11 | 060:450 | +15   | 65     |
| 8.  | Atlético Nacional      | 42  | 16 | 14 | 12 | 056:380 | +18   | 62     |
| 9.  | Deportivo Cali         | 42  | 16 | 12 | 14 | 048:440 | +4    | 60     |
| 10. | Boyacá Chicó           | 42  | 14 | 14 | 14 | 052:530 | −1    | 56     |
| 11. | Independiente Medellín | 44  | 14 | 14 | 16 | 045:370 | +8    | 56     |
| 12. | Envigado FC            | 36  | 10 | 14 | 12 | 038:470 | −9    | 44     |
| 13. | Patriotas              | 36  | 11 | 11 | 14 | 030:430 | −13   | 44     |
| 14. | Atlético Huila         | 42  | 10 | 12 | 20 | 037:530 | −16   | 42     |
| 15. | Deportes Quindío       | 36  | 9  | 13 | 14 | 040:570 | −17   | 40     |
| 16. | Cúcuta Deportivo       | 36  | 9  | 8  | 19 | 034:470 | −13   | 35     |
| 17. | Once Caldas            | 36  | 8  | 9  | 19 | 041:560 | −15   | 33     |
| 18. | Real Cartagena         | 36  | 7  | 11 | 18 | 037:520 | −15   | 32     |

## Abstiegstabelle
Für die Abstiegstabelle werden die Hin- und Rückserien der Jahre 2010, 2011 und 2012 zusammengezählt. Dabei wird die Gesamtpunktzahl durch die Anzahl der in der Ligaphase gespielten Spiele geteilt und hochgerechnet. Direkter Absteiger war Real Cartagena, während Cúcuta Deportivo die Relegation gegen den Zweiten der Categoría Primera B, América de Cali spielen musste.
| Pl. | Verein                 | Sp. | T   | GT  | Diff. | Pkt. | Prom. |
| --- | ---------------------- | --- | --- | --- | ----- | ---- | ----- |
| 18. | Real Cartagena         | 108 | 123 | 169 | −46   | 117  | 1.083 |
| 17. | Cúcuta Deportivo       | 108 | 111 | 143 | −32   | 124  | 1.148 |
| 16. | Patriotas              | 108 | 117 | 150 | −33   | 129  | 1.194 |
| 15. | Deportes Quindío       | 108 | 118 | 151 | −33   | 132  | 1.222 |
| 14. | Atlético Huila         | 108 | 138 | 156 | −18   | 134  | 1.241 |
| 13. | Envigado FC            | 108 | 130 | 143 | −13   | 136  | 1.259 |
| 12. | Independiente Medellín | 108 | 136 | 139 | 0−3   | 137  | 1.269 |
| 11. | Deportivo Pasto        | 108 | 134 | 138 | 0−4   | 141  | 1.306 |
| 10. | Boyacá Chicó           | 108 | 130 | 134 | 0−4   | 152  | 1.407 |
| 9.  | Millonarios            | 108 | 146 | 126 | +20   | 154  | 1.426 |
| 8.  | Deportivo Cali         | 108 | 135 | 127 | 0+8   | 155  | 1.435 |
| 7.  | Junior                 | 108 | 151 | 134 | +17   | 155  | 1.435 |
| 6.  | Itagüí FC              | 108 | 139 | 122 | +17   | 156  | 1.444 |
| 5.  | Once Caldas            | 108 | 173 | 147 | +26   | 159  | 1.472 |
| 4.  | La Equidad             | 108 | 132 | 117 | +15   | 165  | 1.528 |
| 3.  | Santa Fe               | 108 | 138 | 118 | +20   | 166  | 1.537 |
| 2.  | Atlético Nacional      | 108 | 160 | 131 | +29   | 168  | 1.556 |
| 1.  | Deportes Tolima        | 108 | 181 | 119 | +62   | 191  | 1.769 |

### Relegation
| Datum      |                  | Ergebnis |                  | Ort    |
| ---------- | ---------------- | -------- | ---------------- | ------ |
| 7.12.2012  | América de Cali  | 1:4      | Cúcuta Deportivo | Cali   |
| 12.12.2012 | Cúcuta Deportivo | 1:2      | América de Cali  | Cúcuta |
| Gesamt:    | América de Cali  | 3:5      | Cúcuta Deportivo |        |

Cúcuta gewann das Hinspiel mit 4:1 gegen América de Cali. Dieses Ergebnis konnte América im Rückspiel nicht aufholen und blieb somit in der zweiten Liga